# Адріан Попа
Адріан Попа (рум. Adrian Popa, нар. 24 липня 1988, Хорезу) — румунський футболіст, півзахисник клубу «Стяуа» національної збірної Румунії.

## Клубна кар'єра
У дорослому футболі дебютував 2005 року виступами за другу команду клубу «Політехніка» (Тімішоара), проте до основної команди так і не пробився, через що віддавався в оренди до клубів «Буфтя» та «Глорія» (Бузеу). 
У сезоні 2009/10 виступав за «Університатю» (Клуж-Напока), якій допоміг вийти до елітного дивізіону, проте через конфлікт з керівництвом там з клубом так і не зіграв, залишившись в Лізі ІІ, де почав виступати за «Конкордію» (Кіажна). Втім і з цією командою Попі вдалося в першому ж сезоні зайняти друге місце та вийти в Лігу І, де провів сезон 2011/12.
В серпні 2012 року перейшов у «Стяуа», в якому відразу став  основним гравцем і виграв два поспіль чемпіонати, а також національний суперкубок 2013 року. Наразі встиг відіграти за бухарестську команду 67 матчів в національному чемпіонаті.

## Виступи за збірну
16 жовтня 2012 року дебютував в офіційних матчах у складі національної збірної Румунії в грі проти збірної Нідерландів. Наразі провів у формі головної команди країни 4 матчі.

## Титули і досягнення
- Чемпіон Румунії (3):

«Стяуа»: 2012-13, 2013-14, 2014-15
- Володар Суперкубка Румунії (1):

«Стяуа»: 2013
- Володар Кубка Румунії (1):

«Стяуа»: 2014-15
- Володар Кубка румунської ліги (2):

«Стяуа»: 2014-15, 2015-16
- Чемпіон Болгарії (1):

«Лудогорець»: 2018-19